# شيلي برستون
شيلي برستون (بالإنجليزية: Shelley Preston)‏ هي مغنية بريطانية، ولدت في 14 مايو 1964 في إنجلترا في المملكة المتحدة.

## وصلات خارجية
- شيلي برستون على موقع ميوزك برينز (الإنجليزية)
- شيلي برستون على موقع أول ميوزيك (الإنجليزية)
- شيلي برستون على موقع ديسكوغز (الإنجليزية)
- شيلي برستون على موقع ديسكوغز (الإنجليزية)